# Jonica T. Gibbs
Pour les articles homonymes, voir Gibbs.
Jonica "Jojo" T. Gibbs est une actrice, humoriste et productrice américaine née en Caroline du Sud. Depuis 2020, elle joue le rôle principal d'Hattie dans la série télévisée Twenties,.

## Biographie
Jonica a étudié le journalisme à l'Université de Caroline du Nord à Chapel Hill.

## Vie privée
Jonica est ouvertement gay. Elle fait son coming out à sa mère à 19 ans après avoir regardé l'émission True Life : I'm Coming Out.

## Filmographie

### Cinéma
- 2022 : Fresh de Mimi Cave[6] : Mollie
- 2023 : Past Lives de Celine Song : Janice
- 2023 : DogMan de Luc Besson : Evelyn
- 2024 : Civil War d'Alex Garland : sergente de l'Armée de l'Ouest
- 2024 : Dirty Angels de Martin Campbell

### Télévision
- 2017 : Bro/Science/Life : une fille
- 2019–2020 : Good Trouble : Invité de la collecte de fonds (4 épisodes)
- 2020–2021 : Twenties : Hattie (rôle principal, 19 épisodes)

### Podcasts
- 2020 : The Left Right Game : Eve (6 épisodes)
- 2021 : Electric Easy : Omni / Martha (7 épisodes)